# Tessitura a tavolette

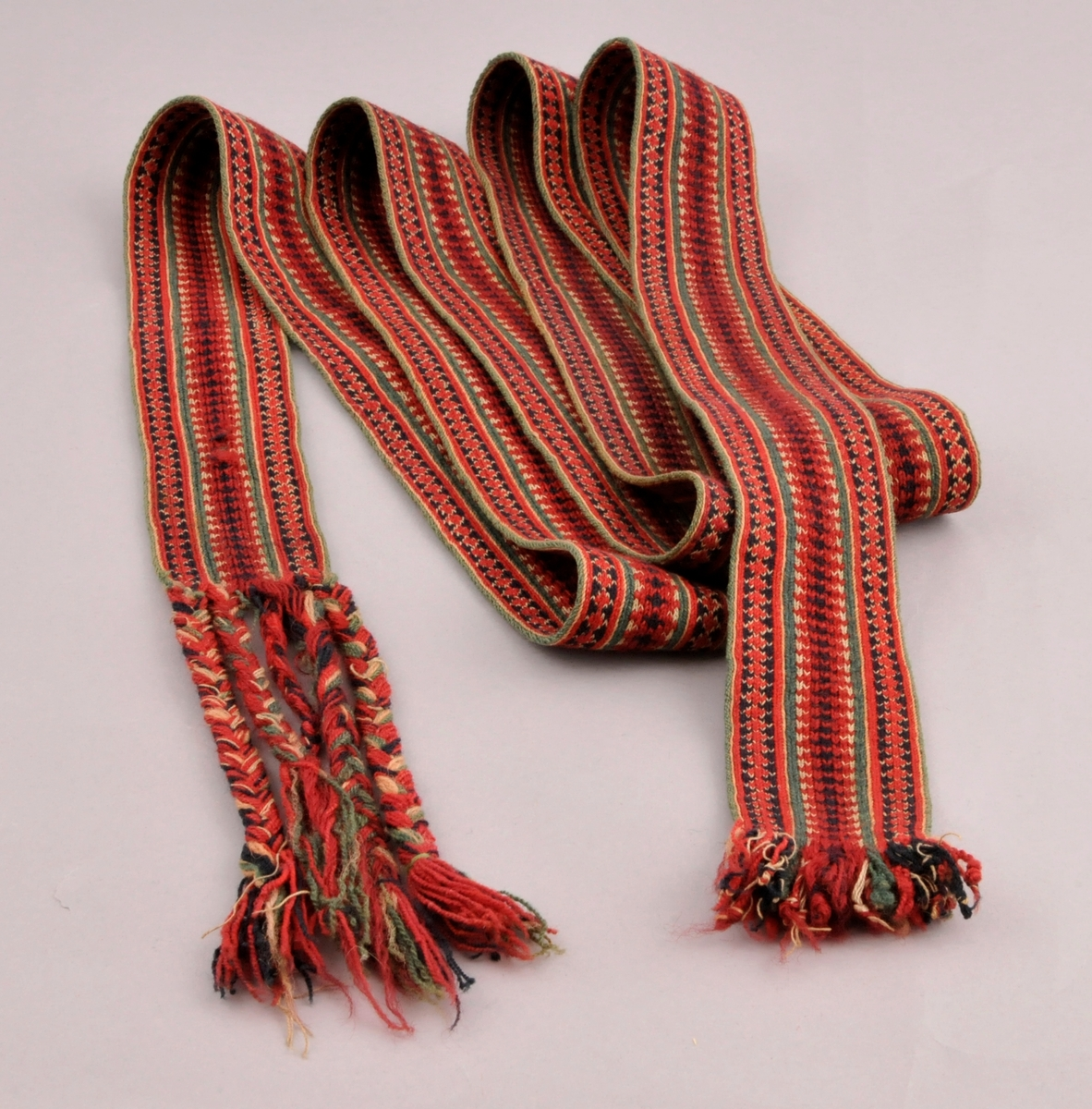
Cintura intrecciata del Norwegian national costume

Vista laterale della tessitura della tavoletta

La tessitura a tavolette è un metodo di tessitura adatta a produrre passamaneria o altri tipi di tessuti stretti e lunghi tipo nastri, lacci, fettucce e cinture.
Riquadri forati detti tessere  o carte sono usati per create il passo attraverso il quale passa la trama.

## Storia
La tessitura a tavolette risale a tempi antichi (età del ferro), fu molto usata già dai Longobardi, come testimoniano rinvenimenti nelle sepolture in località San Martino presso Trezzo d'Adda, ebbe grande uso nel Medioevo per la decorazione degli abiti.
Poiché i materiali e gli strumenti sono relativamente economici e facili da ottenere, la tessitura da tavoletta è molto apprezzata dai tessitori hobbisti.  Attualmente, molti tessitori a tavoletta producono lavori stretti come cinture, cinturini o passamaneria.